# Brasilotyphlus guarantanus
Espèce
Brasilotyphlus guarantanus est une espèce de gymnophiones de la famille des Siphonopidae.

## Répartition
Cette espèce est endémique du Brésil. Elle se rencontre :
- dans la municipalité de Guarantã do Norte dans l'État du Mato Grosso ;
- dans la municipalité de Parauapebas dans l'État du Pará.

## Publication originale
- Maciel, Mott & Hoogmoed, 2009 : A second species of Brasilotyphlus (Amphibia: Gymnophiona: Caeciliidae) from Brazilian Amazonia. Zootaxa, no 2226, p. 19-27.